# Wilhelm Turteltaub
Wilhelm Turteltaub (* 25. März 1816 in Rzeszów; † nach 1859) war ein österreichischer Arzt und Schriftsteller.

## Leben und Werk
Wilhelm Turteltaub entstammte einer wohlhabenden jüdischen Familie aus Galizien, sein Vater war Arzt in Rzeszów. Im Alter von neun Jahren kam er auf die Lateinschule und beschäftigte sich in seiner Freizeit mit Fremdsprachen und Musik. Bei einem Besuch von Lemberg lernte er das Theater kennen und bekam zu Hause Zutritt zur Bibliothek des Kreiskommissärs Franz Seraph von Stadion, der später Statthalter von Galizien wurde. Mit 12 Jahren schrieb er seine ersten Stücke, 1830 begann er mit dem Philosophiestudium, Ende 1832 kam er mit 17 Jahren nach Wien, um dort Medizin zu studieren. Seine humoristisch-satirischen Werke erschienen bald im Wanderer, im Sammler und in der Wiener Theaterzeitung von Adolf Bäuerle, 1835 erschien sein erstes Buch Wiener Fresco-Skizzen. In dieser Zeit machte er die Bekanntschaft von Moritz Gottlieb Saphir, für dessen Zeitschrift Der Humorist er ständiger Mitarbeiter wurde. Saphir verschaffte ihm auch Zutritt zu den Wiener Literatentreffs. Über seinen Mentor schrieb Turteltaub das Buch Saphiriana. Anecdoten, Witze und Charakterzüge aus dem Leben M. G. Saphir’s, das 1874 im Verlag Karafiat in Brünn erschien – also möglicherweise erst nach seinem Tode.
1836, im Alter von 20 Jahren, schrieb er sein erstes Bühnenstück Der Nachtwandler bei Tage, das am Leopoldstädter Theater gute Aufnahme beim Publikum fand. Seine erste Lokalposse trug den Titel Nur eine löst den Zauberspruch oder Wer ist glücklich?, mit der Musik von Michael Hebenstreit. Das Stück hatte großen Erfolg im In- und Ausland und erschien beim Verlag Johann Baptist Wallishauser in Wien als Druck. In Turteltaubs Sammelwerk Wiener Volksbühne; Taschenbuch localer Spiele (1838), ebenfalls bei Wallishauser gedruckt, war es zusammen mit Johann Nestroys Eulenspiegel oder Schabernack über Schabernack (1835) und anderem abgedruckt. Seine nächste Posse Mit oder ohne Zauberei erlitt jedoch im Theater in der Josefstadt einen totalen Durchfall.
1840 promovierte Wilhelm Turteltaub zum Doktor der Medizin, vermählte sich im gleichen Jahr in Lemberg mit der Tochter des Landesadvocaten Claar, und kam 1841 als Stadtphysicus nach Rzeszów zurück. Neben seiner jahrelangen Tätigkeit als Arzt schrieb er weiterhin ab und zu Theaterstücke, darunter Der Abenteurer, Der Jugendfreund und Das Daguerrotyp, alle in Wien aufgeführt. Nach dem Revolutionsjahr 1848 sind von ihm keine Werke mehr überliefert.
In der zweiten Hälfte des 19. Jahrhunderts wurden die Einflüsse der Haskala (השכלה jüdische Aufklärung zwischen 1770 und 1880) auch in der Stadt Rzeszów immer stärker bemerkbar. Zu den bekanntesten Befürwortern dieser Bewegung zählte in Galizien Dr. Wilhelm Turteltaub.
Im Jahre 1843 wurde ihm für seine erfolgreiche Tätigkeit als Stadtphysicus die Goldene Civil-Verdienstmedaille mit dem Bande verliehen. Sein genauer Todeszeitpunkt ist nicht mehr feststellbar, muss aber nach 1859 liegen, da für dieses Jahr die Herausgabe der Wiener Theaterzeitschrift Wiener Volksbühne durch Wilhelm Turteltaub belegt ist.